# Пролетарская улица (Колпино)
Пролетарская улица — улица в городе Колпино Колпинского района Санкт-Петербурга. Расположена в центре города, проходит с востока на запад, соединяя Адмиралтейскую улицу с улицей Танкистов.

## История
Первоначальное название улицы Корабельная появилось в 1872 г. Оно было связано с тем, что на Адмиралтейских Ижорских заводах, располагавшихся неподалёку от начала улицы, производилось корабельное оборудование. Улица ограничивала с юга левобережную часть селения Колпино. К ней подходили три улицы, получившие названия 1-я Чухонская, 2-я Чухонская и 3-я Чухонская в то же время. Корабельная улица была самой близкой к деревне Мокколово, что находилась на левом берегу реки Ижоры и где жили в основном финны. В настоящее время в этой местности расположен парк Пионеров.
4 мая 1882 года Корабельная улица была переименована в Посадскую, поскольку за четыре года до этого Колпино было передано из морского ведомства в гражданское и стало посадом Царскосельского уезда, получив самоуправление. В эти годы Посадская улица проходила от Адмиралтейской до Полтавской улицы.
Название Пролетарская улица получила, вероятно, в 1918 году.

## Застройка

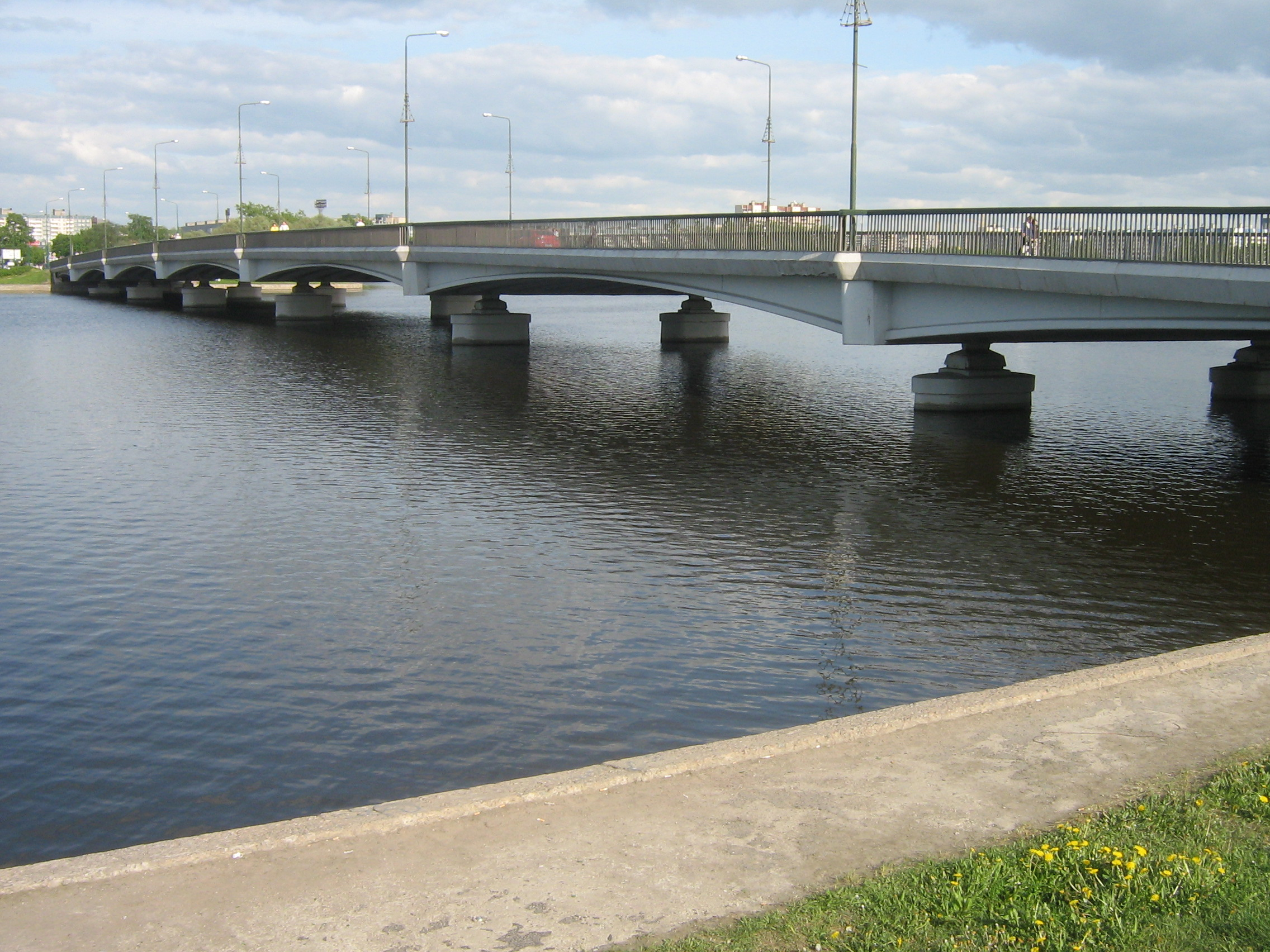
Большой Ижорский мост

В дореволюционные годы Посадская была улица с обеих сторон застроена жилыми деревянными домами с разбитыми около них огородами. Видимо, зданий общественного и производственного назначения на ней не было. Она несколько удлинилась после революции, так как были построены ещё частные дома — теперь Пролетарская улица доходила в западном направлении до улицы Карла Маркса в сторону улицы Веры Слуцкой.
Вся застройка Пролетарской улицы погибла в годы Великой Отечественной войны. После войны по нечётной стороне улицы были возведены дома из шлакоблоков (подрядчик — «Ижорстрой»), чётная застраивалась деревянными домами частного сектора. В единичных экземплярах образцы этой застройки дошли до наших дней на отрезке от улицы Володарского (ныне Адмиралтейской) до улицы Вавилова. В 1957 году был принят проект застройки Колпино, согласно ему в конце 1960-х — начале 1970-х годов по нечётной стороне возводились жилые дома. Вероятно, в этот период здесь впервые появились магазины (в домах № 5 и 7) — продовольственных и промышленных товаров.
К началу 1970-х Пролетарская улица была продолжена до улицы Танкистов, которая стала новой границей Колпино с западной стороны. Начиная от улицы Красных Партизан Пролетарская застраивалась домами в пять этажей, позднее некоторым количеством девятиэтажек. Отрезок, ограниченный с одной стороны улицей Веры Слуцкой, а с другой — улица Братьев Радченко в 1980-е годы стал частью территории сквера перед кинотеатром «Подвиг» (с конца 2016 года — сквер Героев-Ижорцев). По проекту детальной планировки южной части города, разработанному «Ленпроектом» и утверждённому в 1971 году, левый берег Ижоры застраивался жилыми домами в девять этажей. Уже к середине 1970-х годов появились 12-й и 13-й кварталы — соответственно, по чётной стороне Пролетарской улицы, ограниченной улицей Веры Слуцкой и бульваром Трудящихся и на участке между бульваром Трудящихся и Заводским проспектом. Частная застройка по чётной стороне на отрезке западнее улицы Вавилова была ликвидирована к началу 1980-х годов. Пролетарская стала значимой транспортной магистралью Колпино с вводом в эксплуатацию осенью 1977 года Большого Ижорского моста. В конце 1980-х годов улица обрела свой современный облик.
5 июля 2017 года участок от улицы Танкистов до Московского шоссе было решено включить в состав Пролетарской улицы, так как он находится в её створе. Отмечалось, что строительство участка Пролетарской между Заводским проспектом и Софийской улицей в планы не входит. Впоследствии участок был продлён до платной автодороги М11 «Нева».

## Достопримечательности

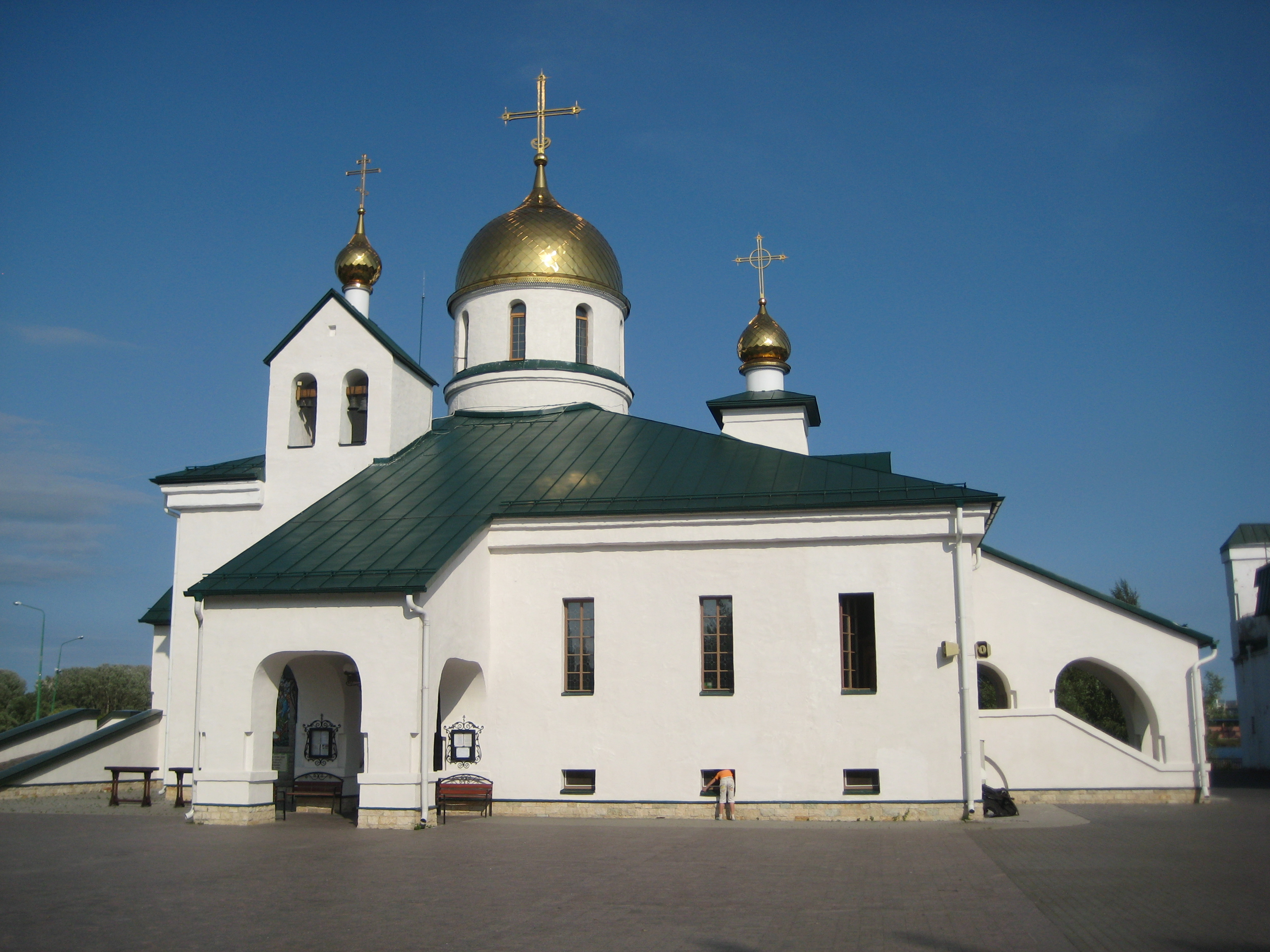
Собор Святой Троицы

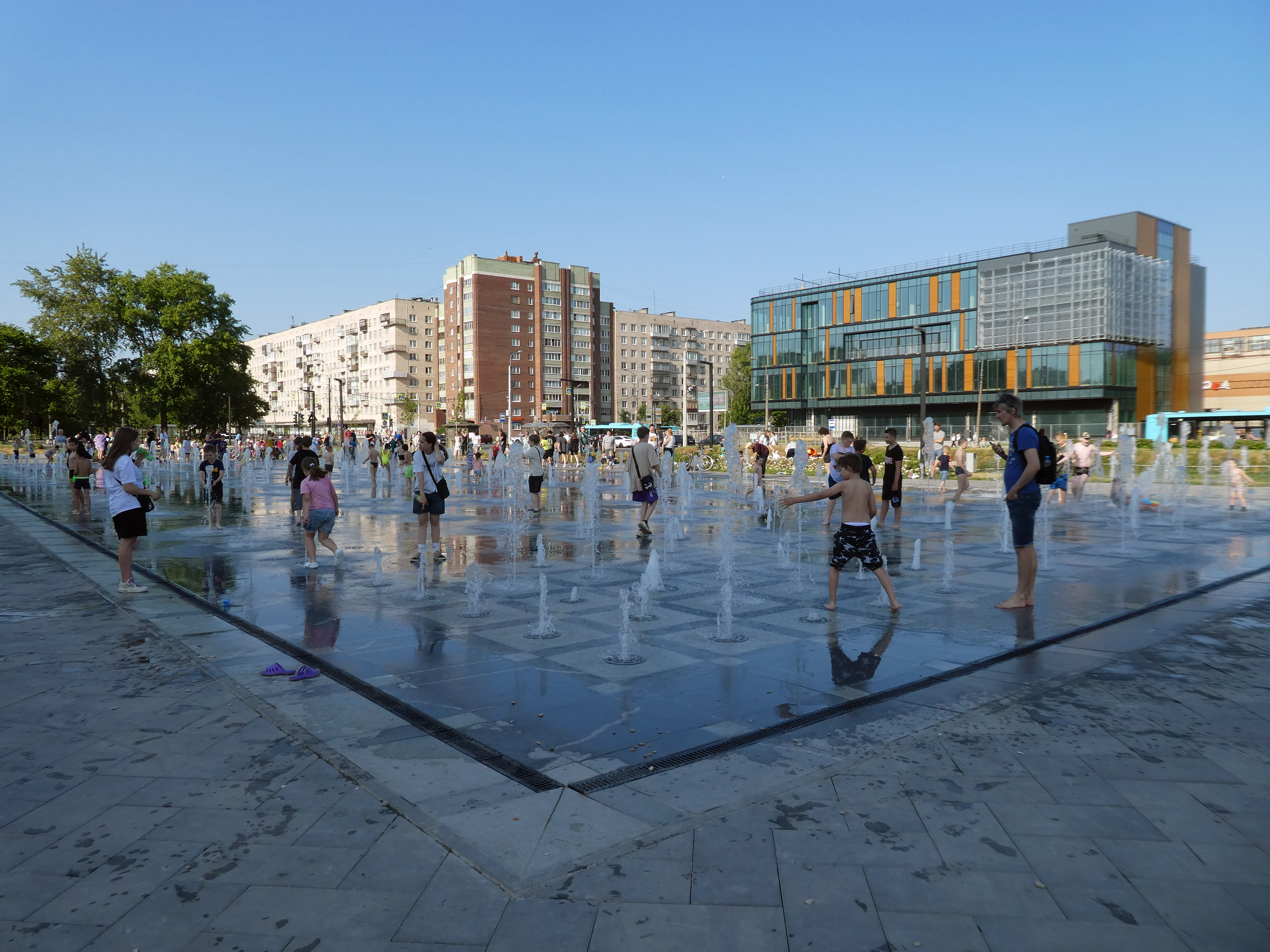
Фонтанный комплекс

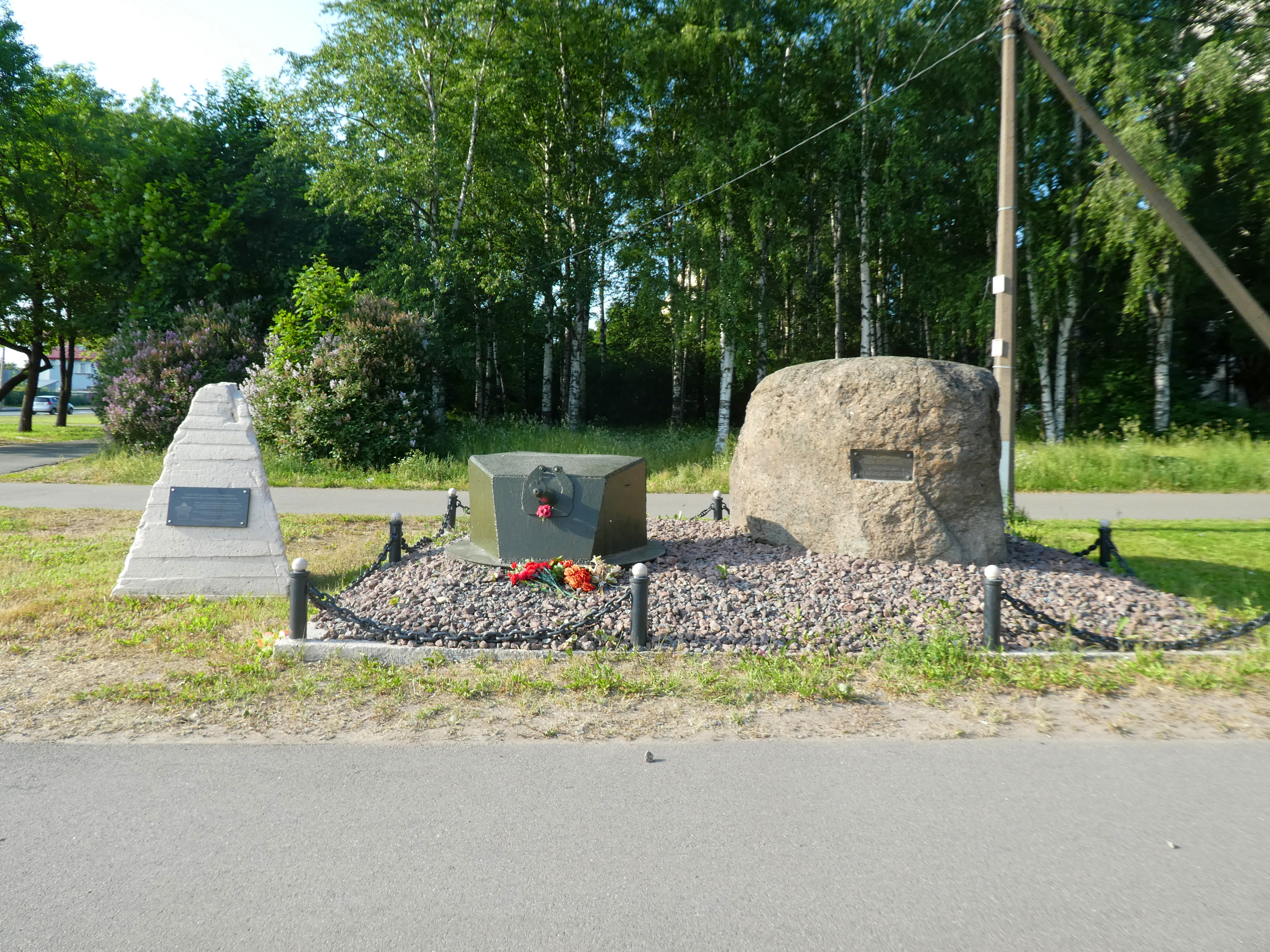
Памятный знак «Броневщикам Ижорских заводов»

- Большой Ижорский мост, от которого начинается Пролетарская улица.
- Сквер Володарского с памятником А. Д. Меншикову (открыт 12 сентября 1997 года, скульптор А. С. Чаркин).
- дом 2А (Адмиралтейская улица, дом 42) — собор Святой Троицы. Является преемником одноимённого разрушенного в 1958 году собора, находившегося в другом месте; построен в 2003—2009 годах по проекту С. И. Крюкова, освящен 19 декабря 2009 года.
- Стела «Город воинской славы» в сквере Героев-Ижорцев[8].
- Общественное пространство с фонтанным комплексом у пересечения Пролетарской улицы с улицей Веры Слуцкой. Открыто 3 июня 2023 года[9][10].
- Памятный знак «Броневщикам Ижорских заводов» у пересечения с улицей Танкистов. Открыт 3 декабря 1998 года, отреставрирован в 2022 году к 300-летию города[11].

## Пересекает следующие улицы
С востока на запад:
- Улица Ремизова
- Адмиралтейская улица
- Ижорская улица
- Улица Вавилова
- Улица Веры Слуцкой
- Улица Братьев Радченко
- Улица Красных Партизан
- Бульвар Трудящихся
- Заводской проспект и улица Танкистов